# Середин, Константин Хрисанфович
Константин Хрисанфович Середин (1874 — после 1918) — генерал-майор, в 1918 году — гетманский представитель при Всевеликом Войске Донском, генеральный хорунжий.

## Биография
Сын генерал-майора Хрисанфа Ивановича Середина.
Окончил Петровский Полтавский кадетский корпус (1893) и Елисаветградское кавалерийское училище (1895), откуда выпущен был корнетом в 28-й драгунский Новгородский полк. Произведен в поручики 15 марта 1899 года, в штабс-ротмистры — 15 марта 1900 года.
В 1903 году окончил Николаевскую академию Генерального штаба по 1-му разряду и 23 мая того же года был произведен в ротмистры «за отличные успехи в науках». 15 декабря 1904 года переведен в Генеральный штаб с назначением обер-офицером для поручений при штабе Киевского военного округа и с переименованием в капитаны. В 1905—1906 годах отбывал цензовое командование эскадроном в 26-м драгунском Бугском полку. 4 января 1909 года назначен исправляющим должность штаб-офицера для поручений при командующем войсками Киевского военного округа, а 29 марта того же года произведен в подполковники, с утверждением в должности. Произведен в полковники 6 декабря 1911 года.
С началом Первой мировой войны, 22 сентября 1914 года назначен штаб-офицером для поручений при главнокомандующем армиями Юго-Западного фронта. 26 октября 1915 года назначен командиром 12-го уланского Белгородского полка, а 24 октября 1916 года — командиром Приморского драгунского полка. 20 февраля 1917 года назначен начальником штаба 8-й кавалерийской дивизии. 24 сентября 1917 года произведен в генерал-майоры «за отличие по службе», а 30 ноября того же года назначен начальником штаба 4-го Сибирского армейского корпуса.
С 16 мая 1918 года служил в гетманской армии, был переименован в генеральные хорунжие. 10 августа 1918 года назначен военным атташе при гетманском посольстве в Румынии, а 12 ноября того же года — дипломатическим представителем Украины при Всевеликом Войске Донском. Дальнейшая судьба неизвестна.

## Награды
- Орден Святого Станислава 3-й ст. (1905)
- Орден Святой Анны 3-й ст. (ВП 6.12.1908)
- Орден Святого Станислава 2-й ст. (ВП 10.05.1912)
- Орден Святого Владимира 4-й ст. (ВП 19.02.1915)
- Орден Святой Анны 2-й ст. (ВП 5.04.1915)
- Орден Святого Владимира 3-й ст. (ВП 23.05.1915)